# Davy Schollen
Davy Schollen (* 28. Februar 1978 in Sint-Truiden, Provinz Limburg) ist ein ehemaliger belgischer Fußballtorhüter.

## Karriere

### Vereinskarriere
Schollen begann mit dem Fußballspielen in der Jugend der KSK Rummen und kam über KSC Hoegaarden als 21-Jähriger zur VV St. Truiden, wo er 1999 sein Debüt in der Ersten Division gab. 2002 ging er zu Racing Genk, doch auch hier konnte er sich nicht als Nummer eins im Tor durchsetzen. Zur Saison 2004/05 wechselte er in die niederländische Eredivisie, wo er Stammtorhüter bei NAC Breda wurde. 2006 ging er zurück in sein Heimatland und steht seither bei RSC Anderlecht unter Vertrag. In der Saison 2009/10 ist er dritter Torhüter hinter Silvio Proto und Daniel Zítka. Bis Februar 2010 kam er in dieser Spielzeit in keinem Ligamatch zum Einsatz, stand jedoch im Rückspiel der Champions-League-Begegnung gegen Olympique Lyon und in zwei Pokalbegegnungen im Tor der Belgier. Im November 2009 verlängerte er seinen Vertrag bis Juni 2012 und wechselte nach Auslauf des Vertrags zurück zur VV St. Truiden. Dort agierte er zumeist nur als Ersatz und brachte es bis zu seinem Karriereende 2015 auf 28 Ligaspiele für den Klub aus der Provinz Limburg.

### Nationalmannschaftskarriere
Im Mai 2006 gehörte Schollen erstmals zum Kader der belgischen Nationalmannschaft und saß zunächst gegen die Slowakei nur auf der Bank. Am 25. Mai 2006 kam Schollen zu seinem Debüt bei den „Roten Teufeln“; im Spiel gegen die Türkei wurde er nach der Halbzeitpause beim Stand von 2:2 für Stijn Stijnen eingewechselt; das Spiel endete 3:3, Tuncay Şanlı erzielte den Treffer gegen Schollen. Auch im September 2009 gehörte er zum Kreis der Nationalmannschaft, saß jedoch unter Trainer Franky Vercauteren in der WM-Qualifikation beim 0:5 in Spanien und beim 1:2 in Armenien, in denen Jean-François Gillet das belgische Tor hütete, nur auf der Bank.

### Trainerkarriere
Nach dem Abschluss seiner Karriere bzw. auch schon kurz davor engagierte er sich als Torwarttrainer im Nachwuchs seines Heimatklubs VV St. Truiden.

## Titel und Erfolge
- Belgischer Meister: 2007, 2010, 2012
- Belgischer Pokalsieger: 2008
- Belgischer Supercupsieger: 2006, 2007, 2010

## Privates
Mit seiner Lebensgefährtin Kirsten Hermans hat Schollen die beiden Töchter Kiara und Thiebe.